# 大石兵太郎
大石 兵太郎（おおいし ひょうたろう、1897年12月8日 - 1954年11月30日）は、日本の学者。専門は、政治心理学。関西学院大学教授、法学部長、学長を歴任した。

## 略歴
1897年、滋賀県大津市に生まれる。関西学院専門部文学部社会学科を卒業後、東北帝国大学法文学部に進学し、1926年卒業。同年4月に、関西学院専門部教授に就任し、政治学・政治思想史を担当した。
1934年、大学昇格に際して法文学部助教授に就任。1937年、教授に昇任。1947年、新制大学法学部に移り、第2代法学部長に就任。1951年4月には学長に就任するが、学長在任中の1954年11月、病気のため急逝した。

## 著書
- 『政治学の根本問題』（有斐閣, 1939）
- 『政治学汎論』（南郊社, 1943）
- 『政治学序説』（白鯨書房, 1948）
- 『群集心理学』（巌松堂書店, 1948）